# Microsoft Forms
Microsoft Forms – це онлайн програма для створення форм опитувань і тестів.
Основні характеристики:
- багатий вибір типів вводу даних – вибір, текст, рейтинг, ранжування
- налаштування часових рамок
- вибір користувачів[2]
- оцінювати отримані відповіді за допомогою вбудованих засобів аналітики
- можливість експорту даних в таблиці Microsoft Excel
- спільна робота над формами
- можливість надсилання форм для копіювання

Служба Microsoft Forms зазвичай доступна для Office 365 Education,Програми Microsoft 365 для бізнесу та користувачів облікових записів Microsoft (Hotmail, Live або Outlook.com).
У 2019 році Microsoft випустила анонс версію Forms Pro, яка дає користувачам можливість експортувати дані на інформаційну дошку в Power BI.

## Дивіться також
- Google Форми

## Зовнішні посилання
- Офіційний сайт